# Drupeus testaceipes
Drupeus testaceipes is een keversoort uit de familie Ptilodactylidae. De wetenschappelijke naam van de soort is voor het eerst geldig gepubliceerd in 1944 door Pic.